# Przemysł alkoholowy
Przemysł alkoholowy – część przemysłu spożywczego zajmująca się produkcją napojów alkoholowych.
Przemysł ten dzieli się zwykle na:
- przemysł piwowarski
- przemysł spirytusowy
- przemysł winiarski

## Przemysł alkoholowy w Polsce

### Przemysł piwowarski
Przemysł piwowarski zajmuje się warzeniem piwa. Obejmuje browary, słodownie, wytwórnie bezalkoholowych napojów gazowanych i ekstraktu słodowego i wytwórnie ekstraktu chmielowego. Przemysł ten należy do ważnych dla polskiej gospodarki branż przemysłu spożywczego. Rozmieszczenie browarów w Polsce nie jest równomierne. Najwięcej znajduje się na terenie Polski południowej i południowo-wschodniej. Wartość sprzedaży tego przemysłu w 1996 r. wynosiła około 1 mld USD. W 110 zakładach było w 1996 r. zatrudnionych prawie 15 tys. osób. Przemysł ten charakteryzuje się niskim stopniem koncentracji. Polski przemysł piwowarski zorientowany jest wyłącznie na rynek krajowy. Roczne spożycie piwa na głowę mieszkańca w Polsce wzrosło z 30 l w 1990 r. do 43 l w 1996 r. Spowodowało to, że w przemysł piwowarski zanotował w tym czasie znaczny wzrost inwestycji i dochodów.

### Przemysł spirytusowy i drożdżowy
Przemysł spirytusowy i drożdżowy zajmuje się produkcją wyrobów spirytusowych. Obejmuje on:
- gorzelnie przemysłowe
- zakłady rektyfikacji i odwadniania spirytusu
- wytwórnie wódek

Produkcją spirytusu w Polsce zajmuje się około 900 gorzelni rolniczych, 6 przemysłowych przerabiających melasę. Większość wyrobów (75% spirytusu) produkowana jest w gorzelniach rolniczych, zlokalizowanych w rejonach o dużej produkcji ziemniaków. 
Zdolność produkcyjna wszystkich gorzelni w Polsce wynosi około 400 mln l spirytusu rocznie. Natomiast zapotrzebowanie na spirytus dla przemysłu i dla celów konsumpcyjnych nie przekracza 250 mln l. Istnieją przesłanki przemawiające za rozpowszechnieniem dodatku spirytusu do benzyny silnikowej. Obecnie polska norma dopuszcza dodatek spirytusu odwodnionego do paliwa w ilości do 5% objętości. Etanol może być ponadto wykorzystywany zamiast freonu w systemach klimatyzacyjnych. Prawie 90% produkcji tego przemysłu jest konsumowane w kraju.
Polski Przemysł Spirytusowy prowadzi liczne kampanie edukacyjne, których celem jest zwiększanie świadomości konsumentów w zakresie potencjalnych zagrożeń wynikających ze spożycia alkoholu . Kampania "Alkohol. Zawsze odpowiedzialnie." informuje odbiorców o zawartości alkoholu w napojach zarówno wysokoprocentowych, jak i niskoprocentowych. W 250 ml piwa o mocy 5% znajduje się tyle samo czystego alkoholu, co w 100 ml wina o mocy 12% i 30 ml wódki o mocy 40% .
Związek Pracodawców Polski Przemysł Spirytusowy zwraca uwagę na niesprawiedliwe w ich ocenie podejście do branży produktów wysokoprocentowych. Napoje spirytusowe, które mają taką samą zawartość alkoholu jak piwo, podlegają trzykrotnie wyższej akcyzie. Ponadto małe formaty zwane popularnie "małpkami" są objęte dodatkową opłatą w postaci tzw. para-akcyzy, która wynosi 1 zł za 100 ml w butelce o mocy 40%. W przeliczeniu na jednostkę czystego alkoholu jest to zatem jeden z najdroższych produktów na rynku .
Ponadto według danych Nielsena napoje spirytusowe w formatach poniżej 300 ml są sprzedawane w Polsce każdego dnia w liczbie ok. 1,4 mln sztuk. Dla porównania, sprzedaż piw w opakowaniach 0,5l jest statystycznie dziesięciokrotnie wyższa i wynosi dziennie 16 mln sztuk .
Według danych udostępnionych przez Krajowe Centrum Przeciwdziałania Uzależnieniom, 78% Polaków spożywa alkohol w sposób odpowiedzialny .

#### Wpływ przemysłu spirytusowego na gospodarkę
W 2023 roku Przemysł Spirytusowy obejmował w Polsce 224 przedsiębiorstwa . Sektor odgrywa ważną rolę w gospodarce kraju, ponieważ stwarza popyt na surowce z rolnictwa, przemysłu opakowań, transportu, logistyki oraz marketingu. Co roku przetwarza 1,3 mln ton zbóż .
Branża spirytusowa ma też znaczenie dla PKB. W 2022 roku całkowity jej wpływ wyniósł ponad 23 mld euro . W sektorze przemysłu spirytusowego zatrudnionych jest 4,7 tys. osób. Uwzględniając branże kooperacyjne liczba miejsc pracy ustanowionych dzięki tej branży wynosi łącznie 84 tys. .
Przemysł spirytusowy generuje rocznie 15,8 mld zł wpływów z podatków, z czego 15,5 mld zł trafia do budżetu państwa, a 344 mln zł do samorządów . W 2022 roku z tytułu samej akcyzy branża wpłaciła do budżetu blisko 10,5 mld złotych . W 2023 roku wartość eksportu polskich wyrobów spirytusowych wyniosła 2,2 mld zł. Naszym hitem eksportowym jest wódka czysta, której wartość sprzedaży na rynkach zagranicznych stanowi 193 mln euro . Główne rynki eksportowe to Francja i USA, a także inne kraje m.in. Niemcy, Holandia, Kanada, Wielka Brytania, Węgry, Włochy czy Turcja .

### Przemysł winiarski
Przemysł winiarski można podzielić na 3 sektory: produkcję wina owocowego, miodosytnictwo i produkcję wina gronowego.
- Produkcja wina owocowego – w Polsce wino owocowe wytwarzane jest na skalę przemysłową głównie z takich owoców jak jabłka, wiśnie. W XXI w. produkcja win owocowych w Polsce drastycznie spada. W roku 2000 wyprodukowane zostało 345 mln l[6], a w 2009 roku 118 mln l[7].

- Miodosytnictwo – zajmuje się produkcją miodów pitnych. Aktualnie w Polsce działa tylko kilku producentów, którzy wytwarzają łącznie ok. 600 tys. l tego trunku. Od 2008 roku polskie miody pitne są zarejestrowane przez Komisję Europejską jako "Gwarantowana Tradycyjna Specjalność"[8].

- Produkcja wina gronowego - jako gałąź przemysłu może być traktowana od 2008 r., od kiedy zgodnie z prawem można sprzedawać wino wyprodukowane na terenie Polski. Według danych Agencji Rynku Rolnego w 2008 r. zarejestrowanych było 35 producentów wina gronowego, głównie z województw lubuskiego i małopolskiego o łącznej powierzchni 36ha. W roku 2008 zbiory winogron wynosiły 107 ton, a produkcja wina krajowego osiągnęła 54,2 tys. l[9].